# Frédéric Viguier
Pour les articles homonymes, voir Viguier.
Frédéric Viguier, né le 4 septembre 1968 à Nîmes, est un écrivain français. Il est l'auteur de trois romans : Ressources inhumaines, Aveu de faiblesses, et La vérité n'aura pas lieu ; et de plusieurs pièces de théâtre : L’escabeau, L’annonce faite à Camille (ou la psychanalyse au chevet de Camille Claudel internée), La sexualité des volcans (hommage éruptif à Haroun Tazieff), et Aveu de faiblesses (adaptation du roman éponyme).

## Biographie
Frédéric Viguier nait à Nîmes en 1968, dans une famille de la bourgeoisie protestante. Après avoir travaillé dans la grande distribution puis pour des enseignes de distribution d’articles de sports, il crée sa propre société de commerce de vin, avant de se consacrer à l’écriture.

## Distinction
Frédéric Viguier gagne le prix du meilleur roman 2019 des lycéens de la région Sud PACA pour Aveu de Faiblesses après un vote de 1000 lycéens dans le cadre du Prix littéraire organisé par la région SUD PACA. Parmi les finalistes de ce prix sont présents : Brigitte Giraud (Prix Goncourt 2022) et Jean-Baptiste Andrea (Prix Goncourt 2023). Le prix est décerné le 21 mai 2019 au Pharo, à Marseille.

## Publications

### Romans
- Frédéric Viguier, Ressources inhumaines[3], Paris, Albin Michel, 2015, 288 p. (ISBN 978-2-226-31811-4)
- Frédéric Viguier, Aveu de faiblesses[4],[5],[6], Paris, Albin Michel, 2017, 224 p. (ISBN 978-2-226-32879-3)
- Frédéric Viguier, Aveu de faiblesses : roman, Paris, Livre de poche, 2018, 192 p. (ISBN 978-2-253-23731-0)
  - Prix Charles-Exbrayat 2017[7]
  - Prix Charles-Exbrayat des Lycéens 2018[7]
  - Prix Lycéens Région PACA 2019[2]
- Frédéric Viguier, La vérité n’aura pas lieu[8], Paris, Plon, 2023, 368 p. (ISBN 978-2-259-31700-9)

### Théatre
- Frédéric Viguier, L’escabeau : théâtre, Cannes, O-y, 2012, 64 p. (ISBN 978-2-953-34820-0, lire en ligne)
- Frédéric Viguier, L’annonce faite à Camille : théâtre, Avignon, O-y, 2013, 106 p. (ISBN 978-2-953-34821-7, lire en ligne)
- Frédéric Viguier, La sexualité des volcans : théâtre, Avignon, O-y, 2014, 128 p. (ISBN 978-2-953-34823-1, lire en ligne)
- Frédéric Viguier, Aveu de faiblesses : théâtre, 2020, 128 p. (lire en ligne)
- Frédéric Viguier, Newen&neweN : théâtre - jeune public, 2022 (lire en ligne) - Finaliste Prix Annick Lansman